# トランスデューサー
トランスデューサー（変換器）は測定、情報転送を含む様々な目的のために、ある種類のエネルギーを別のものに変える装置で、通常電気的、電子的な素子または電気機械である。たとえばセンサのようにある物理量を電気信号に変える素子、機器などである。
広義では、トランスデューサーは1つの形態から別のものに信号を変えるあらゆる装置と定義される。

## 分類
このリストは狭義の意味に制限される。
- 化学-電気
  - pH電極
  - 燃料電池（electro-galvanic fuel cell）
- 機械-電気
  - （電気機械の出力装置は総称的にアクチュエーターと呼ばれる）
  - 電場応答性高分子（electroactive polymers）
  - ガルバノメーター（検流計）
  - MEMS
  - 電動機、リニアモーター
  - ポテンショメータ - 位置を測定するために使用された場合。
  - 加速度計
  - ひずみゲージ
  - 開閉器
- 音響-電気 （電気音響変換器）
  - 蓄音機や楽器のpick-up
  - 送受波器 - 変換器は電気エネルギーと音響エネルギー（水圧）との変換を行う。
  - スピーカー、ヘッドフォン - 変換器は電気信号を音響の形態に変換する。
  - マイクロフォン - 変換器は空気圧を電気信号に変換する。
  - 圧電性結晶（piezoelectric crystal） - 変換器は圧力を電気的な形式に変換。
  - Tactile transducer/Bass shake
- 光-電気
  - 半導体レーザー、発光ダイオード - 電力を光の形態に変換する。
  - フォトダイオード、フォトトランジスタ、光電子増倍管 - 変換器は光量を電気的な形式に変換する。
- 電磁石
  - ブラウン管（CRT） - 電気信号を視覚形態に変換する。
  - 蛍光灯、電球 - 電力を可視形態に変換する。
  - Magnetic cartridge - motionを電気的な形式に変換する。
  - 光電池、フォトレジスタ（LDR） - 光量を抵抗に変換する。
  - Tape head - 変換器は磁気領域を電気的な形態に変換する。
  - Hall effect sensor - 磁気領域の量を電気的な形態に変換する。
- 静電気
  - 電位計（Electrometer）
  - 液晶ディスプレイ（LCD）
- 熱電
  - 測温抵抗体
  - 熱電対
  - ペルチェ効果型の冷蔵庫
  - ガイガー＝ミュラー計数管（Geiger-Müller tube） - 放射線量を測定するために使用される。